# Dubstep
El dubstep (/dʌbstɛp/) es un género musical derivado del bass que surgió a finales de los años 1990 y comienzos de los años 2000 en Londres, Inglaterra, Reino Unido. Es la culminación de un linaje de géneros como el 2-step garage, broken beat, drum and bass, jungle, dub y reggae. El dubstep consiste en un bajo azul 
tambaleante (wobble bass), growls y su ritmo se halla desde los 130 hasta los 155 PPM, tomando rangos generales de 140 y 150 BPM.
Las primeras muestras de dubstep fueron publicadas el 4 de julio de 2001. Se trataba de remezclas instrumentales, oscuras y experimentales de producciones de 2-step garage, realizadas con la intención de incorporar los elementos funky del breakbeat o los rasgos más oscuros del drum and bass en el propio 2-step. Estas remezclas aparecían como cara B de los sencillos de 2-step de la época. En 2001, esta y otras variedades de UK garage oscura comenzaron a ser mostradas en el club nocturno londinense Plastic People, en las noches llamadas "Forward" (también estilizado como FWD>>), que serían considerablemente influyentes para el desarrollo del dubstep. El término "dubstep" como denominación de un género musical comenzó a utilizarse en torno a 2002 por sellos discográficos como Big Apple, Ammunition y Tempa, momento en el cual las tendencias estilísticas presentes en las remezclas comenzaron a hacerse más remarcables y distintivas en relación con el género original, el 2-step, así como al grime, sonido con el que en sus orígenes el dubstep también guardó una estrecha relación.
Actualmente, el dubstep tiende mucho a confundirse con el heavy metal, y hay quienes señalan que el brostep es "El heavy metal del momento"; muy probablemente debido a que en cualquier recital del género, se forman a menudo los llamados, pogo, skanking, moshing, headbanging, wall of death, wall dead, mosh-pit, Slam (baile), hardcore dancing, shuffle dance y/o el Stage diving.
Un temprano seguidor del sonido fue el DJ de la emisora BBC Radio 1, John Peel, quien comenzó a programarlo a partir de 2003. En 2004, el último año de su programa, sus oyentes votaron a Distance, Digital Mystikz y Plastician (anteriormente conocido como Plasticman) en su top 50 del año. El dubstep comenzó a extenderse más allá de una pequeña escena local hacia finales de 2005 y comienzos de 2006. Numerosos sitios web dedicados al género comenzaron a aparecer, ayudando al crecimiento de la escena. Simultáneamente, el género empezó a recibir una importante cobertura en revistas musicales como The Wire y en publicaciones online como Pitchfork Media, que comenzó un apartado regular denominado The Month In: Grime/Dubstep. El interés en el dubstep creció considerablemente desde que la DJ de BBC Radio 1, Mary Anne Hobbs, comenzó a promocionarlo y dedicó un programa en exclusiva a este sonido (titulado "Dubstep Warz") en enero de 2006.

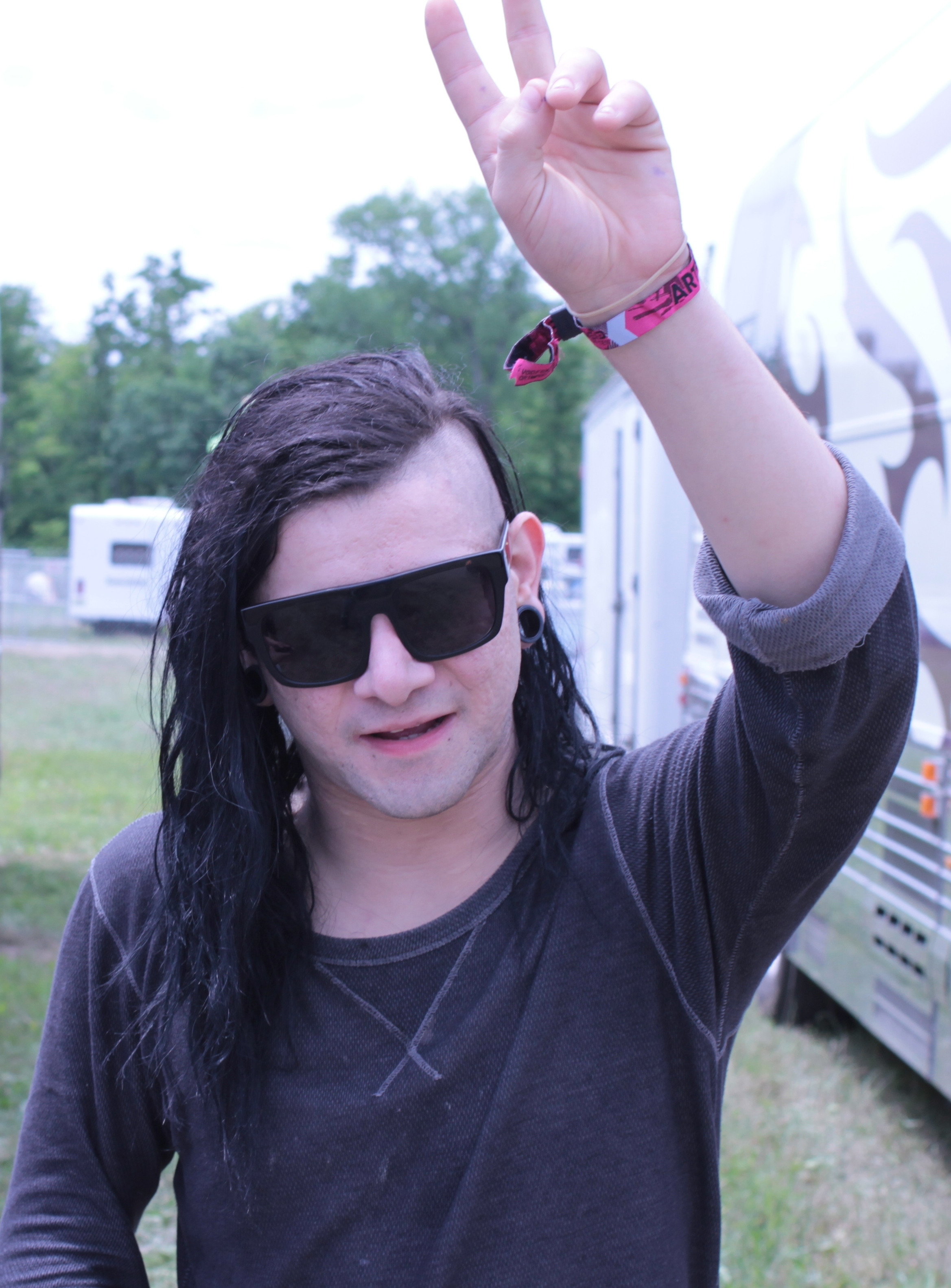
Productor Skrillex, uno de los músicos más importantes de Post-Dubstep en America.

Hacia el final de la década de 2000, el género pasó a tener un importante éxito comercial en Reino Unido, aumentando progresivamente el número de sencillos que entraban en las listas de éxitos de música popular. Los periodistas y los críticos musicales también llamaron la atención sobre la influencia del dubstep sobre el trabajo de numerosos artistas de música pop. En esta época, los productores comenzaron a fusionar elementos del dubstep original con otras influencias, creando géneros de fusión como el más lento y experimental post-dubstep. Entre el más importante el productor estadounidense Skrillex.

## Características

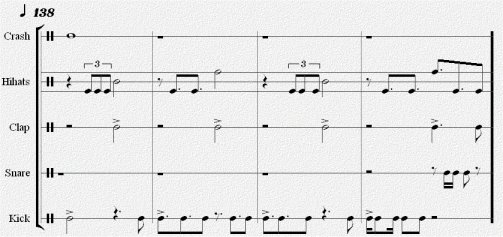
Partitura de la percusión de una pieza de dubstep.

Las raíces del dubstep se encuentran en algunas producciones de corte experimental de varios productores de UK garage, que buscaban incorporar elementos del drum and bass al sonido 2-step habitual a finales de los noventa en el sur de Londres. Estos "experimentos" solían publicarse en la cara B de los white labels de garage comercial típico de la época. El dubstep es por norma general música de tipo instrumental. Como en el coetáneo grime, su sonoridad tiende a ser oscura, los temas suelen utilizar modos menores y en ocasiones incluyen armonías disonantes, como cuando usa tritonos dentro de un riff. Otros rasgos característicos del género son el uso de ritmos inquietos y entrecortados, así como la presencia casi omnipresentes de subbajos además del característico wobble bass. Algunos músicos de dubstep han incorporado al estilo influencias externas, desde el techno de corte dub a la manera de Basic Channel hasta música clásica o heavy metal.

### Ritmo
El dubstep está basado en ritmos sincopados, y con frecuencia incorpora notas tocadas con shuffle o en tresillo. El tempo suele mantenerse en 130, 140 o 150 PPM (160 a 175 PPM en el caso del drumstep). El ritmo del dubstep no suele seguir normalmente los patrones four-on-the-floor habituales en otros estilos de música electrónica de baile como el techno o el house, sino que suele basarse en una estructura formada por golpes de bombo en el primer tiempo del compás y la caja o palma (clap) en el tercer tiempo del compás (una característica heredada del 2-step garage) y loops de percusión basados en compases diferentes al 4/4. Es frecuente que al oír de modo aislado el patrón rítmico, el oyente tenga la sensación de que este está siendo tocado a la mitad de velocidad que la canción. Esta sensación de "doble velocidad" se consigue utilizando de modo rítmico, además de la percusión, otros elementos de la canción, especialmente la línea de bajo. Esta característica es típica del drum and bass, con el que se emparenta el dubstep.
También es habitual en el dubstep el uso de un potente y reverberante snare. Este aspecto distintivo puede crearse de diferentes maneras. Por un lado, suele sonar entre 6 y 18 dB más alto que el resto de la percusión. Por otro, la utilización de filtros como el reverb contribuye a esta sensación gracias a la profundidad que crea. Otros sonidos rítmicos que suelen "atarse" al snare son el white noise, las palmas de mano sintetizadas o claps y los snips digitales.

### Wobble bass
Una característica del dubstep es un tipo de línea de bajo llamada "wobble bass" (en español: literalmente, "bajo tambaleante") en la cual una nota de bajo extendida es manipulada musicalmente. Esto contrasta con otros estilos de música electrónica en los cuales una misma muestra sin manipular se reproduce con diferentes pitches para crear una línea de bajo. El wobble bass, en cambio, se produce utilizando un low frequency oscillator para manipular los parámetros del bajo, como la presión de sonido, la saturación o el filter cutoff. El sonido resultante es una línea de bajo dominada por una sola nota de bajo extendida que tiene ese sonido tambaleante característico.

### Voces procesadas
En el dubstep suelen usarse voces, principalmente en la intro o en una sección posterior antes del drop. Lo peculiar es que la mayoría de las veces estas voces están procesadas con varios efectos como la modificación del pitch o tono (por ejemplo, con plugins como Auto-Tune, Melodyne, Newtone), filtros (como por ejemplo, pasa altos, el plugin Vocodex, entre otros) y hasta la variación del ritmo del fraseo con plugins como Glitch.
Estas voces procesadas pueden resultar en la línea voz principal o simplemente ser un sonido más dentro de la rítmica y armonía del dubstep. Es poco frecuente que el productor respete la melodía grabada por el cantante colaborador o featuring, ya que, por lo general termina modificándola a través de los plugins de pitch mencionados o simplemente por medio de una línea de controlador MIDI.

### Estructura, bass drops, rewinds y MCs

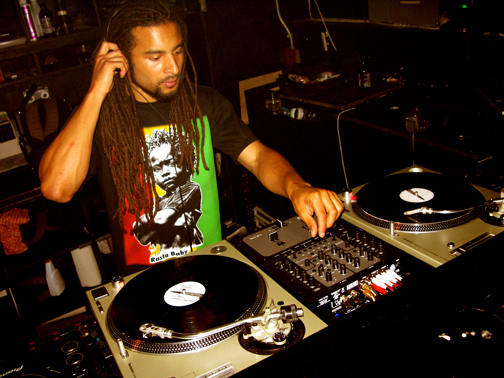
Mala de Digital Mystikz.

Las producciones de dubstep tienen una estructura de canción similar a la de los géneros de música electrónica con los que está emparentado, como el drum and bass y el UK garage. Típicamente, esta estructura comprende una introducción, una sección principal (en la que normalmente se situaría el bass drop), una sección media, una segunda sección principal similar a la primera (generalmente con otro drop) y, finalmente, un outro.
Muchos temas de dubstep incorporan uno o más "bass drops" (en español: literalmente, "caída de bajo"), una característica heredada del drum and bass. Este elemento consiste en un parón de la percusión, que generalmente conduce el tema hasta el silencio, para a continuación reanudar la canción con mayor intensidad, reanudación acompañada por un subbajo dominante. El bass drop no tiene por qué seguir necesariamente este esquema siempre. Antes bien, un buen número de temas considerados como clásicos de productores como Kode9 y Horsepower Productions utilizan otras estructuras de bass drop más experimentales.
Los "rewinds" (en español: literalmente, "rebobinados") o "reloads" son otra técnica utilizada por los DJs de dubstep de modo habitual. Cuando una canción parece ser especialmente popular entre el público, el DJ hace un spin back del disco con la mano, volviendo a reproducir el mismo tema de nuevo. Esta técnica tiene su origen en los primeros sound systems donde se pinchaba reggae y dub, es habitual en las emisiones de radio pirata y se utiliza de modo generalizado en las fiestas de UK garage y jungle.
Heredero directo del estilo de los deejays jamaicanos y de su práctica del toasting, al modo de pioneros como U-Roy, el rol del MC en el dubstep es de gran importancia para garantizar el impacto de las actuaciones en directo. Siendo este estilo de música predominantemente instrumental, el MC opera en un contexto similar al del drum and bass y suele ser más un complemento para la música que un proveedor de contenido lírico como ocurre en el hip hop.

## Historia

### Orígenes
Aunque el dubstep es un género por derecho propio, sus raíces probablemente se encuentran tanto en el dub jamaicano como en la cultura del sound system habitual tanto en Jamaica como en el Reino Unido. En el dub puede encontrarse el origen de varias de las características típicas del dubstep, así como de algunas de sus técnicas sonoras: el empleo de subbajos (con frecuencias por debajo de los 100 Hz), baterías nerviosas y descompensadas (típicas del posterior 2-step garage) o de efectos de producción como el eco y la reverberación. Además, encontramos elementos típicos de la cultura del sound sytem, como el uso de dubplates o la veneración por la potencia del bajo. Esta combinación de elementos propios de la cultura musical jamaicana se encuentra en multitud de estilos musicales, como el Darkstep, y el Dub Step de BobGrowler y, posteriormente, el Drumstep.

### 1999-2002: orígenes

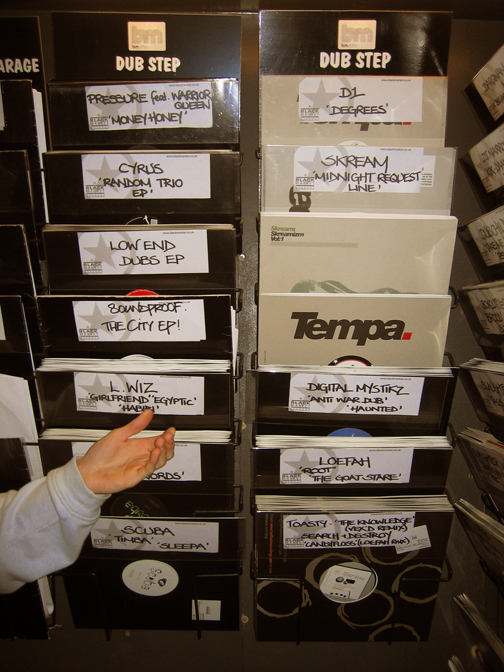
Vinilos de dubstep.

El dubstep se puede encontrar por primera vez en las producciones de El-B, Steve Gurley, Oris Jay y Zed Bias de 1999 y 2000. Ammunition Promotions, que llevaba el influyente club Forward>> y había gestionado varios sellos discográficos de proto dubstep (como Tempa, Soulja, Road, Vehicle, Shelflife, Texture, Lifestyle y Bingo) comenzó a utilizar el término "dubstep" para describir este estilo de música alrededor de 2002. A la consolidación de la denominación contribuyó un artículo sobre Horsepower Productions publicado por XLR8R también en 2002. Logró plena aceptación con la primera recopilación del sello Tempa titulada "Dubstep Allstars Vol 1" y mezclada por DJ Hatcha.
Fundado en 2001, el club Forward>> fue determinante en el desarrollo del dubstep. Fue el primer local dedicado exclusivamente a este sonido, donde los productores podían pinchar en primicia sus nuevos discos. En esta época, en el mismo club se daban cita otras variantes de dark garage, de modo que al sonido que se pinchaba en esta discoteca se le conocía como "Forward>> sound" ("el sonido de Forward>>"). Forward>> también tenía un programa de radio en la emisora pirata Rinse FM conducido por Kode9. Originalmente, los residentes habituales de Forward>> eran Hatcha, Youngsta, Kode9, Zed Bias, Oris Jay, Slaughter Mob, Jay Da Flex, Slimzee y otros, aparte de los invitados periódicos. Productores como D1, Skream y Benga tocaban en este club regularmente.
Otro elemento crucial en el primer desarrollo del dubstep fue la tienda de discos Big Apple Records ubicada en Croydon. Varios artistas fundamentales como Hatcha y posteriormente Skream trabajaron en la tienda (que inicialmente vendía UK hardcore temprano, rave, techno, house, y posteriormente garage y drum and bass, pero que evolucionó hacia la emergente escena dubstep de la zona). Entre los habituales de la tienda se encuentran Digital Mystikz, El-B, Zed Bias, Horsepower Productions, Plastician, N Type, Walsh y un joven Loefah.

### 2002–2005: evolución
A lo largo de 2003, DJ Hatcha abanderó una nueva dirección en el dubstep tanto en Rinse FM como en sus sesiones en Forward>>. Pinchando dubplates de 10" tomados exclusivamente de productores del sur de Londres como Benga, Skream, Digital Mystikz y Loefah, comenzó un nuevo estilo de dubstep oscuro, minimalista y entrecortado.
Hacia el final de 2003, y de modo independiente de las pioneras fiestas de FWD, comenzaron a organizarse unas fiestas llamadas Filthy Dub, cuyos promotores eran Plastician y David Carlisle. Aquí es donde Skream, Benga, N Type, Walsh, Chef y Loefah debutaron como DJs. El colectivo Digital Mystikz del sur de Londres, formado por Mala y Coki, junto a compañeros de sello y colaboradores como Loefah y MC Sgt Pokes, pronto comenzaron a aportar a la escena dubstep su orientación hacia la cultura del sound system, los valores del dub y el aprecio por el peso desmesurado del bajo típico del jungle. Digital Mystikz en particular expandió la paleta de sonidos e influencias del género, especialmente hacia el reggae y el dub, así como hacia la utilización de melodías orquestales.
En 2004, Rephlex Records, sello de Aphex Twin, publicó dos recopilatorios que incluían temas de dubstep, bajo el nombre Grime y Grime 2. Estos discos contribuyeron a ampliar la atención sobre el género, en un momento en el que seguramente era el grime el que atraía mayor interés. Poco tiempo después, la edición dominical del periódico The Independent se hizo eco de "un sonido completamente nuevo". En esta época los dos géneros se estaban haciendo populares, y el periódico afirmó que "grime" y "dubstep" eran dos nombres para el mismo estilo, pudiendo conocerse también como "sublow", "8-bar" y "eskibeat".

### 2005–2008: crecimiento

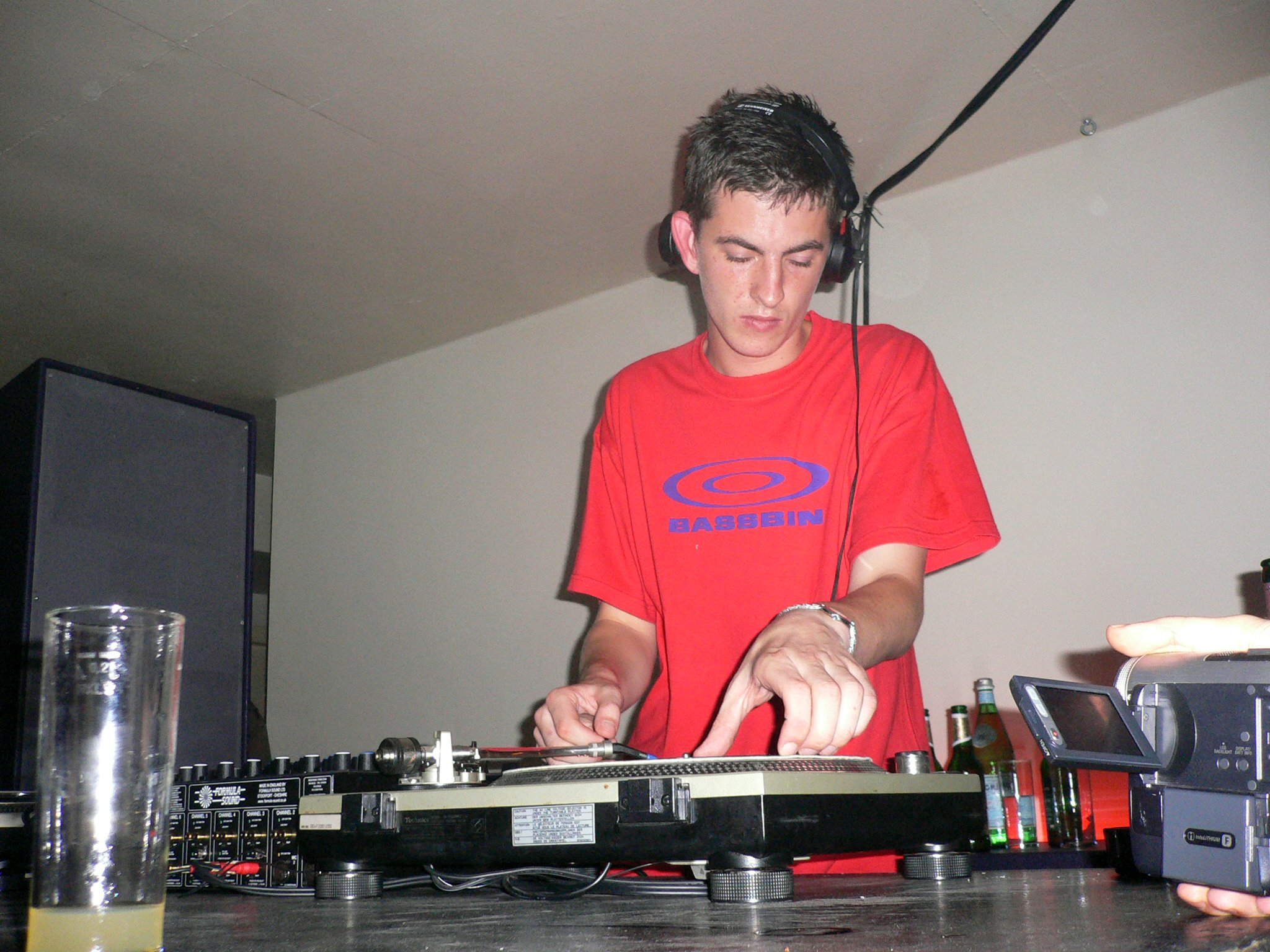
Skream mezclando.

En el verano de 2005, Forward>> llevó a los DJs de grime a la primera plana del line up. Gracias al éxito del tema de estilo grime de Skream "Midnight Request Line" y a la popularidad de las noches de DMZ, así como a la cobertura de medios y foros (especialmente dubstepforum.com), la escena ganó prominencia cuando Mary Anne Hobbs, DJ de la emisora de radio de la BBC Radio 1, reunió a varias de las principales figuras del género en un show titulado "Dubstep Warz", que posteriormente publicaría un álbum recopilatorio, "Warrior Dubz". Este show creó toda una nueva audiencia global para el dubstep, tras años durante los cuales se había mantenido en un contexto underground dentro de los límites geográficos de Reino Unido.
A continuación, nacería el fenómeno asociado a Burial, músico que pasó del total anonimato a que su primer álbum fuera incluido en las listas de los mejores discos del año 2006 por varios críticos musicales, notablemente la revista The Wire. Este tipo de sonido también apareció en bandas sonoras de películas, como en Children of Men, que incluía en su repertorio a Digital Mystikz, Random Trio, Kode 9 y DJ Pinch. Ammunition también publicó la primera compilación retrospectiva del período 2000-2004 llamada "The Roots of Dubstep".
En Estados Unidos, se empezó a programar dubstep de modo regular en ciudades como Nueva York, San Francisco, Seattle, Houston y Denver. Al mismo tiempo, en Europa comenzaban a darse eventos de dubstep en diferentes ciudades. Un caso es el de Barcelona (España), donde Mary Anne Hobbs organizó un showcase de dubstep en la edición de 2007 del Sónar. A pesar de la distancia cultural y geográfica, la escena comenzó a desarrollarse también en Japón, con productores y DJs como Goth-trad, Hyaku-mado, Ena y Doppelganger. A esta expansión geográfica le acompañó en paralelo la expansión musical. Productores de otros estilos de música electrónica comenzaron a tomar elementos del dubstep en sus producciones, al tiempo que este se retroalimentaba de otros estilos, algo que se manifestó de modo especialmente claro con estilos como el techno y el dub techno.
De modo similar a lo que ocurrió anteriormente con el drum and bass, el dubstep comenzó a ser utilizado en otros contextos audiovisuales, especialmente en el Reino Unido. Así en la publicidad o en la composición de bandas sonoras para series de televisión. Igualmente, géneros musicales dedicados al consumo masivo también han incluido elementos del dubstep. Un ejemplo es el tema "Freakshow" de Britney Spears (de su álbum publicado en 2007 Blackout).

## Festivales de música dubstep
Uno de los subgéneros de electrónica que ha tomado impulso en los últimos años es el conocido Dubstep. Creado a finales de la década de los 90 en Reino Unido, este subgénero ha tenido una exposición global que ha llegado a provocar que se realicen festivales dedicados a este y otros subgéneros del bass.
El principal festival se llama Lost Lands, realizado en el mes de septiembre en Legend Valley, Ohio (Estados Unidos), organizado por el DJ y productor Excision, en donde se reúnen miles de fans durante 3 días. Otro gran festival es el Bass Canyon, llevado a cabo en las cascadas del río Columbia, en Washington (Estados Unidos), en un periodo de 3 días, donde la música se combina perfectamente con el paisaje natural del río.
Otros festivales a nivel mundial son Rampage, quienes en 2024 cumple 15 años, se lleva a cabo en Amberes (Bélgica), festival el cual tiene como protagonistas al dubstep y al drum and bass. Una mención especial a EDC México que, si bien no es un festival dedicado 100% al dubstep, uno de sus 7 escenarios llamado Wasteland es dedicado exclusivamente al bass, así como también a sus subgéneros como el hard.

## Post-dubstep
Después de la explosión comercial del dubstep y la aparición cada vez más frecuente de artistas que producían o interpretaban canciones con influencias del estilo, se comenzó a hablar de post-dubstep. Este término ha sido utilizado para describir el tipo de música que combina elementos estilísticos del dubstep con otras influencias musicales. La amplitud de estilos que han llegado a ser asociados con el término post-dubstep impiden que pueda ser considerado un género musical en sí mismo. El crítico musical Martin Clark de Pitchfork ha sugerido que "los intentos bienintencionados de definir de modo amplio el entorno que tratamos de cubrir son de algún modo fútiles y con casi total seguridad imperfectos. Esto no es un género. Sin embargo, dadas las conexiones, interacciones e ideas libres en circulación... no puede despreciarse que todos estos elementos como no unidos". Este tipo de música normalmente toma como referencia las primeras producciones de dubstep, así como el UK garage, 2-step garage y otras formas de EDM. Los productores de música que ha sido descrita como post-dubstep han incorporado también elementos del ambient y R&B de principios de los años 2000. Este último género ha sido especialmente sampleado por tres artistas descritos específicamente como post-dubstep: Mount Kimbie, Fantastic Mr Fox y James Blake. El tempo de la música caracterizada como post-dubstep es típicamente de aproximadamente 140 a 175 PPM.
El dúo de productores Mount Kimbie suele asociarse con la originación del término post-dubstep. La banda comercialmente popular The xx de Jamie xx ha publicado diferentes remezclas consideradas post-dubstep, incluyendo un álbum de remezclas de Gil Scott-Heron.